# Вероніка тьмяна
Вероніка тьмяна (Veronica opaca) — однорічна трав'яна рослина, вид роду вероніка (Veronica) родини подорожникові (Plantaginaceae).

## Ботанічний опис
Стебла висотою 5—30 см, лежачі, тонкі, прості або гіллясті.
Листки тьмяні, матово-зелені, майже округло-яйцюваті, при основі майже серцеподібні, з дуже короткими черешками, по краю крупно зубчато-пилчасті, з обох сторін запушені.
Квітки по одній у пазухах звичайних листків, на довгих квітконіжках. Чашечка глибоко чотирироздільна; частки чашечки густо запушені, яйцеподібні або довгасто-яйцеподібні, майже лопатчасті, тупі, довші від коробочки, густо сіроволосисті; віночок блакитний або синій, діаметром 3—4 мм, перевищує чашечку або майже дорівнює їй. Тичинки прикріплені в зіві віночка.
Плід — коробочка, шириною близько 6 мм, довжиною 3-4 мм, округло обернено-серцеподібна або ниркоподібна, опукла та трохи стиснута з боків.

## Поширення
Вид поширений у Європі. В Україні зустрічається у Волинській, Рівненській, Житомирській та Харківській областях, росте на полях.